# Rivals of Aether
『Rivals of Aether』（ライバルズ オブ エーテル）は、アメリカのゲームデザイナーDan Fornaceが開発した2D対戦アクションゲーム。

## 概要
火・水・空・大地の力を持つ4つの文明が争っている世界を舞台に、様々なファイターたちが戦いを繰り広げる。本作の開発者Dan Fornaceが任天堂発売の対戦アクションゲーム『大乱闘スマッシュブラザーズ』（スマブラ）シリーズの大ファンということもあり、本作の基本システムは、相手に攻撃してダメージを蓄積させ画面外に吹き飛ばせば勝ち、という、スマブラに非常に類似したものになっている。
配信当初はゲーム内の表記が日本語に対応していなかったが、2018年5月21日より対応した。
他のゲームからのゲストキャラクターとして、Xbox One版の発売日と同日の2017年8月23日にマイクロソフト発売のソフト『オリとくらやみの森』からオリとセインが無料配信されたほか、2018年9月14日にはヨットクラブゲームズ開発のソフト『ショベルナイト』からショベルナイトが有料DLCとして配信された。
2019年4月1日に本作のエイプリルフール作品として、登場キャラクターが高校生になり、交流を楽しんだ後にホームカミングダンスというパーティーのパートナーを見つけるという内容の『Lovers of Aether』が配信された。
2020年9月24日にNintendo Switch版が新たなモードを導入した『Definitive Edition』として配信開始された。DLCとして登場していたオリとセイン、ショベルナイトが最初から追加されている。

## ゲームシステム

### ゲームのルール
相手をステージから吹き飛ばせば勝ちである。攻撃を受けると蓄積ダメージ（パーセンテージで表示される）が増え、ダメージが大きいほど攻撃を受けた際に遠くまで飛ばされてしまう。
使用するボタンは弱攻撃、強攻撃、スペシャル攻撃、ジャンプ、ドッジ（回避）があり方向入力との組み合わせで多彩な技やコンボを繰り出せる。

### ゲームモード
ストーリーモード、アビスモード（次々と現れる敵と戦う）、チュートリアル、プラクティスモードがある。

## 登場キャラクター
出典：
Zetterburn（ゼッターバーン）
炎の帝都を司る王の次男であるライオン。国の為にさまざまな戦場で戦ってきたために英雄と称えられている。火傷を負わせた敵にストロング攻撃を叩き込むとより強く吹き飛ばす。
Orcane（オルケイン）
水の帝都にいる、いたずらが大好きなシャチ。なぜか犯罪者とみなされている。水溜りを生成、設置することができ、ストロング攻撃の強化、泡攻撃に派生、復帰技のテレポートポイントなど用途は多彩。
Wrastor（ラスター）
空軍兵学校を首席で卒業した、空軍「エア・アルマダ」の最年少兵士である鳥人。誰の指示にも従わず風のように自由に生きる性格。空中ジャンプを3回まで使用できる。気流を撃ち出すと、一定時間、範囲内にいる全ラスターの移動速度が上昇する。
Kragg（クラーグ）
イーサーの樹海の守護者、大岩壁を巡回する悪名高い「ウォールランナー」であるカブトムシ。地面を使った技を多く持つ。
Forsburn（フォースバーン）
ゼッターバーンの兄で、元最高外交官。父が殺害されているのを発見したが暗殺者だと思われてしまい、国から追放された過去を持つ。放浪の末に煙の部族に出会い、煙を操る術を習得し、やがて部族のリーダーとなった。
Maypul（メイプル）
エーテリアの森の守護者であるアライグマ。女性。世界の危険を察知している。
Absa（アブサ）
エア・アライアンスに住む有名な工学者であり、空の同盟大老の一人でもある羊。女性。幼い頃から数学の天才で、若くして山を守る為に気象パターンを研究し、雷や暴風雨を出現させる技を習得した。
Etalus（エタラス）
アイスバレンのハーバー防衛隊のエリート隊員であるシロクマ。
Ranno（ラノ）
賢者の下で修行している武闘家のカエル。格闘術と毒を使ったクナイを用いて戦う。
Clairen（クレアレン）
遠い未来からやって来た女戦士のライオン。彼女のいる未来の世界にロキソドントという皇帝がプラズマを使った兵器を作ったり自身の体を機械化して無敵になったりということを危険視し、彼を倒そうとしたが返り討ちにされる。処刑されることとなったが逃亡し、ロキソドントが脆弱だった頃にタイムスリップしてロキソドントの陰謀を破壊しようと考えたため、過去にタイムスリップした。
Sylvanos（シルヴァノス）
オードの全てに森を広げる目標があるオオカミ。
Elliana（エリアナ）
空を飛ぶことを夢見るヘビ。女性。エア・アルマダの入隊面接で何度も空を飛ぶ機械を作って失敗を繰り返したが、最終的に飛行試験に合格した。しかし、軍の隊長に拒否されてしまったことがきっかけでエア・アルマダに恨みを持った。旅をしている時、会社をクビになったウサギのエンジニアと出会い、一緒に蒸気で動く飛行機を作った。エリナは完成した飛行機に武器を装備して、エア・アルマダを滅ぼそうと殴り込んだ。
Ori and Sein
『オリとくらやみの森』からのゲストキャラクター。
Shovel Knight（ショベルナイト）
『ショベルナイト』からのゲストキャラクター。